# 계양구의 행정 구역
계양구의 행정 구역은 12개 행정동, 23 법정동으로 구성되어 있다. 계양구의 면적은 45.58 km2이며, 인구는 2012년 1월 1일을 기준으로 128,996세대, 351,026명이다.

## 행정 구역

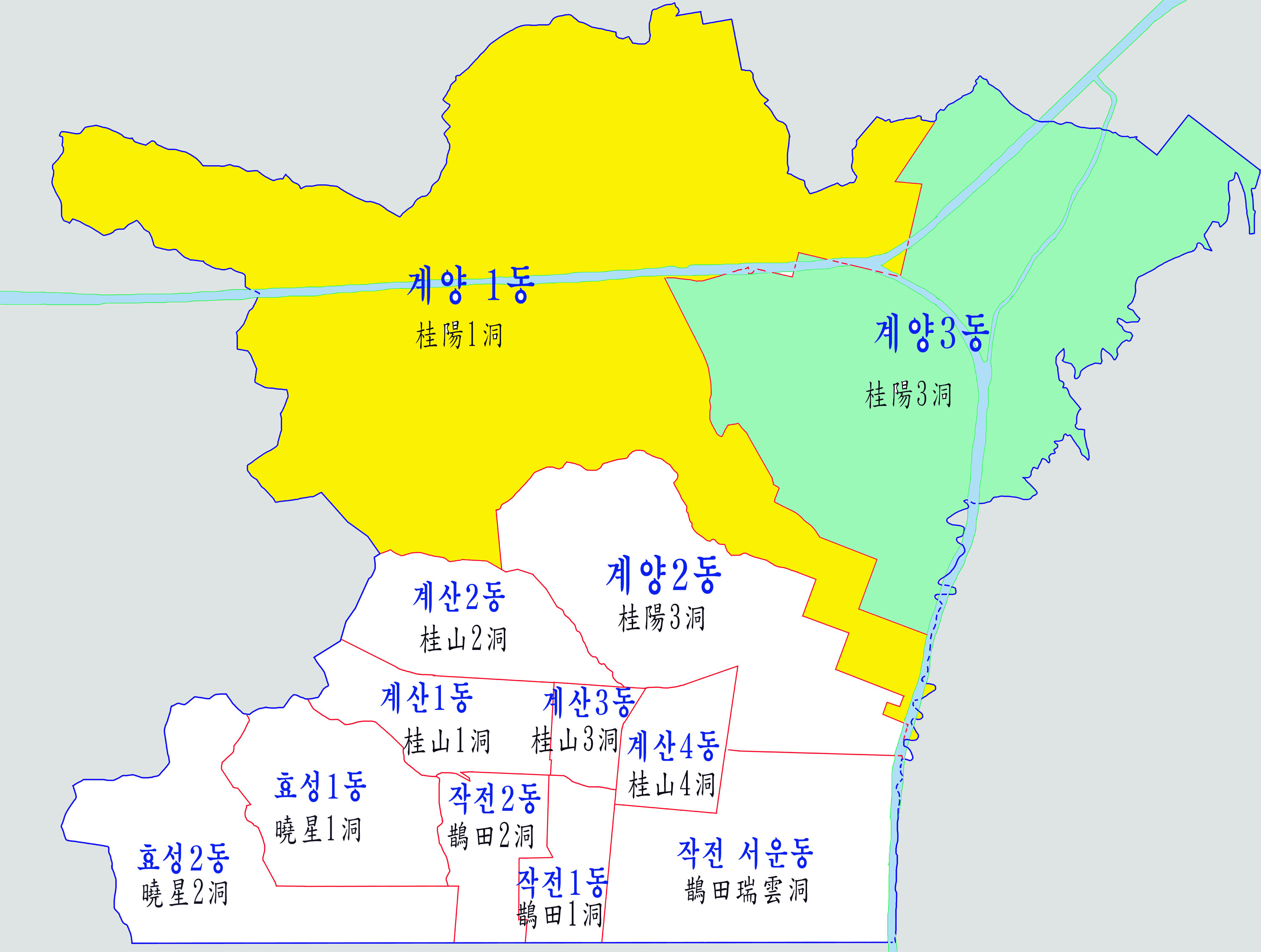
계양구의 행정 지도

| 행정동     | 한자       | 인구    | 면적  |
| ---------- | ---------- | ------- | ----- |
| 효성1동    | 曉星1洞    | 27,276  | 2.30  |
| 효성2동    | 曉星2洞    | 28,426  | 2.69  |
| 계산1동    | 桂山1洞    | 18,771  | 1.57  |
| 계산2동    | 桂山2洞    | 15,382  | 1.69  |
| 계산3동    | 桂山3洞    | 18,617  | 0.46  |
| 계산4동    | 桂山4洞    | 22,804  | 0.83  |
| 작전1동    | 鵲田1洞    | 27,014  | 0.82  |
| 작전2동    | 鵲田2洞    | 19,090  | 0.98  |
| 작전서운동 | 鵲田瑞雲洞 | 34,263  | 3.79  |
| 계양1동    | 桂陽1洞    | 20,173  | 14.83 |
| 계양2동    | 桂陽2洞    | 32,164  | 4.52  |
| 계양3동    | 桂陽3洞    | 24,876  | 11.10 |
| 계양구     | 桂陽區     | 288,856 | 45.57 |

## 법정동
| 행정동     | 설명 | 법정동         | 설명 |
| ---------- | --- | -------------- | --- |
| 효성1동    | 1990년 효성동에서 효성1·2동으로 분동하였다. | 효성동(曉星洞) | 부평군 마장면 효성리 지역으로, 원적산 밑에 큰 벼랑이 있어 새벼리 또는 효성이라고 하였다. 1914년에 부천군 부내면에 편입되었고, 1940년에 인천부에 편입되어 서정(曙町)으로 개칭하였다. 1946년에 효성동으로 개칭하였고, 1995년 3월 1일 계양구에 편입되었다. |
| 효성2동    | 1990년 효성동에서 효성1·2동으로 분동하였다. | 효성동(曉星洞) | 부평군 마장면 효성리 지역으로, 원적산 밑에 큰 벼랑이 있어 새벼리 또는 효성이라고 하였다. 1914년에 부천군 부내면에 편입되었고, 1940년에 인천부에 편입되어 서정(曙町)으로 개칭하였다. 1946년에 효성동으로 개칭하였고, 1995년 3월 1일 계양구에 편입되었다. |
| 계산1동    | | 계산동(桂山洞) | |
| 계산2동    | | 계산동(桂山洞) | |
| 계산3동    | | 계산동(桂山洞) | |
| 계산4동    | 2003년 계산3동에서 분동하였다. | 〃             | |
| 계산4동    | 2003년 계산3동에서 분동하였다. | 용종동(龍宗洞) | |
| 작전1동    | | 작전동(鵲田洞) | |
| 작전2동    | | 작전동(鵲田洞) | |
| 작전서운동 | 1998년 작전3동, 서운동을 작전서운동으로 합동하였다. | 〃             | |
| 작전서운동 | 1998년 작전3동, 서운동을 작전서운동으로 합동하였다. | 서운동(瑞雲洞) | |
| 계양1동    | | 박촌동(朴村洞) | |
| 계양1동    | 노오지동(老梧地洞) |                | |
| 계양1동    | 선주지동(仙住地洞) |                | |
| 계양1동    | 이화동(梨花洞) |                | |
| 계양1동    | 오류동(梧柳洞) |                | |
| 계양1동    | 갈현동(葛峴洞) |                | |
| 계양1동    | 둑실동(纛室洞) |                | |
| 계양1동    | 목상동(木霜洞) |                | |
| 계양1동    | 다남동(多男洞) |                | |
| 계양1동    | 장기동(場基洞) |                | |
| 계양2동    | 2004년 현재, 면적은 4.52km2, 인구는 44,692명이다. 동주민센터는 임학동 69-23번지에 위치한다. 도농복합지역이자 계산택지개발 지역으로 도시기반 확충 및 인구 급증 지역이다. | 용종동         | ↑ 참고 |
| 계양2동    | 2004년 현재, 면적은 4.52km2, 인구는 44,692명이다. 동주민센터는 임학동 69-23번지에 위치한다. 도농복합지역이자 계산택지개발 지역으로 도시기반 확충 및 인구 급증 지역이다. | 임학동(林鶴洞) | |
| 계양2동    | 2004년 현재, 면적은 4.52km2, 인구는 44,692명이다. 동주민센터는 임학동 69-23번지에 위치한다. 도농복합지역이자 계산택지개발 지역으로 도시기반 확충 및 인구 급증 지역이다. | 병방동(兵房洞) | |
| 계양2동    | 2004년 현재, 면적은 4.52km2, 인구는 44,692명이다. 동주민센터는 임학동 69-23번지에 위치한다. 도농복합지역이자 계산택지개발 지역으로 도시기반 확충 및 인구 급증 지역이다. | 방축동(放築洞) | |
| 계양3동    | 2015년 계양2동에서 분동하였다. | 귤현동(橘峴洞) | |
| 계양3동    | 2015년 계양2동에서 분동하였다. | 동양동(東陽洞) | |
| 계양3동    | 2015년 계양2동에서 분동하였다. | 상야동(上野洞) | |
| 계양3동    | 2015년 계양2동에서 분동하였다. | 하야동(下野洞) | |
| 계양3동    | 2015년 계양2동에서 분동하였다. | 평동(坪洞)     | |

## 연혁

### 중세
- 470년 고구려 주부토군 설치
- 757년 통일신라 장제군으로 개칭
- 1215년 고려시대 계양도호부 개칭
- 1413년 조선시대 부평도호부 개칭

### 일제 강점기
- 1914년 3월 1일 부천군 부내면 편입
- 1940년 4월 1일 인천부 편입

### 광복 이후
- 1949년 8월 15일 인천부를 인천시로 개칭
- 1968년 1월 1일 인천시 북구설치
- 1981년 7월 1일 인천직할시 승격
- 1989년 1월 1일 김포군 계양면을 북구 계양동으로 편입
- 1990년 1월 1일 효성동을 효성1,2동으로, 계산동을 계산1,2동으로 분동
- 1990년 5월 1일 작전동을 작전1,2동으로 분동
- 1991년 8월 27일 계산2동을 계산2,3동으로 분동
- 1992년 9월 1일 계양동을 계양1,2동으로 분동
- 1994년 7월 1일 작전1동을 작전1,3동으로 분동
- 1995년 1월 1일 인천광역시 승격

### 계양구
- 1995년 3월 1일 인천광역시 부평구에서 분구하여 인천광역시 계양구가 신설되었다.[2] (11행정동)
- 1998년 10월 31일 작전3동, 서운동을 작전서운동으로 합동하였다.[3] (10행정동)
- 2003년 3월 1일 계산3동을 계산3동, 계산4동으로 분동하였다.[4] (11행정동)
- 2015년 4월 1일 계양1동을 계양1동과 계양3동으로 분동하였다.[5] (12행정동)